# Thị Vải
Thị Vả (Vietnamees: sông Thị Vải) is een rivier in de Vietnamese provincies Đồng Nai en Bà Rịa-Vũng Tàu. Ter hoogte van Phước Hòa in het district Tân Thành stroomt hij in de Zuid-Chinese Zee. De rivier  wordt gevoed door kleine stroompjes in Đồng Nai. De lengte van de rivier bedraagt ongeveer 75 kilometer.